# Gefallene Engel (EP)
Gefallene Engel ist die zweite EP der Neue-Deutsche-Todeskunst-Band Relatives Menschsein.

## Geschichte
Nachdem Relatives Menschsein mit Stücken der EP Moritat und Auftritten in Europa Bekanntheit in der mitteleuropäischen Dark-Wave-Szene erlangt hatten, erschien im Juli 1992 über Danse Macabre Gefallene Engel mit sechs Titeln und 28:23 Minuten Spielzeit.
Im New Line Men Studio von Robert Nikowitsch aufgenommen wurde die EP von Bruno Kramm im Danse Macabre Studio in Bayreuth abgemischt und gemastert. Alle sechs Stücke des Albums wurden im Jahr 2002 als Teil der retrospektiven Kompilation Thanatos wiederveröffentlicht.

## Stil und Rezeption
Gefallene Engel wird dem Genre Neue Deutsche Todeskunst zugerechnet. Eine Stilbezeichnung, die für Relatives Menschsein erdacht wurde, allerdings für die frühen Veröffentlichungen von Das Ich, Goethes Erben und Lacrimosa ebenso gebräuchlich wurde. Entsprechend dieser Verbreitung zog Bruno Kramm, der als Mitglied von Das Ich und Betreiber des Labels Danse Macabre zu den zentralen Figuren des Genres gerechnet wird, die Einordnung für Relatives Menschsein in Zweifel, da die Attitüde der Band in Relation zu anderen Interpreten des Genres aggressiver sei. An anderer Stelle wurde Gefallene Engel im „Gegensatz zu ihren kantigen, technischeren Kollegen“ gesehen. Die Musik von Relatives Menschein erscheine „weicher, melodischer und trauriger als aggressiv“.
Die Stücke von Relatives Menschsein werden als „poetische[…] und stimmungsvolle[…] Gesangsstücke in deutscher Sprache“ kategorisiert. Rückblickend wurde das Minialbum als Dark Wave „der Extraklasse“ gelobt. Kritisch wurde die Musik hingegen als affektiert und theatralisch abgeurteilt. Man könnte die Musik „nur lieben oder hassen“ hieß in einer für den Sonic Seducer verfassten Besprechung der retrospektiven Kompilation Thanatos. Der elektronische Dark Wave bestehe musikalisch aus „spärlichem Schlagzeug und noch spärlicherer E-Gitarre“. Der Gesang wird Gesprochen und als „die Texte zur Musik“ vorlesend wahrgenommen. Das hohe Timbre und der pathetische Ausdruck runden die EP zu einem „sehr schönen und viel zu kurzen Album“ ab.

## Titelliste
1. Prolog: 2:42
2. Glaube: 6:31
3. Gefallene Engel: 6:10
4. Androiden: 5:50
5. Epilog: 2:29
6. Der Tod: 4:58